# Manuel José de Meneses Fernandes Costa
Manuel José de Meneses Fernandes Costa (* 20. Juni 1893 in Coimbra, Portugal) war ein portugiesischer Offizier und Kolonialverwalter.
Am 1. April 1919 ersetzte Costa als amtsführender Gouverneur der Kolonie Portugiesisch-Timor den bisherigen Interimsgouverneur (portugiesisch Governador internio) Luís Augusto de Oliveira Franco. Bereits am 11. Oktober 1919 übernahm Manuel Paulo de Sousa Gentil das Amt als offiziell eingesetzter Gouverneur, der aber bereits am 14. Februar 1920 wieder durch Franco als „von der Regierung beauftragter“ Gouverneur (portugiesisch encarregado do governo) abgelöst wurde. Vom 11. Juni 1921 bis zum 7. Juli war Costa erneut amtsführend auf dem Posten, amtsführend wiederum für vier Tage abgelöst von José de Paiva Gomes, der dann aber an Costa das Amt zurückgab. Costa blieb amtsführender Gouverneur, bis Humberto dos Santos Leitão neuer von der Regierung beauftragter Gouverneur wurde.
1926 war Costa Regierungssekretär und Mitglied des Kolonialrates von Macau.